# Straßhäuser (Rattiszell)
Der Weiler Straßhäuser ist ein Gemeindeteil der Gemeinde Rattiszell im niederbayerischen Landkreis Straubing-Bogen. Er liegt knapp einen Kilometer südwestlich des Ortskerns von Rattiszell und wird von der Bundesstraße 20 durchquert.

## Geschichte
Straßhäuser wurde erst nach 1987 amtlich benannter Gemeindeteil von Rattiszell, die Ortschaft bestand aber mit dem Namen Straßhäusln schon mindestens seit 1841, wie eine historische Karte zeigt. Historisch lag der Ort an der Chaussee von Straubing nach Cham, was vermutlich auch der Hintergrund des Ortsnamens ist. Später gab es die Schreibweisen Straßhäuseln und Straßhausen.